# Bengt Forser
Bengt Lennart Forser, född 23 maj 1928 i Göteborg, död där 26 februari 2010, var en svensk arkitekt.
Forser, som var son till trafikinspektör John Forser och Karin Berg, avlade studentexamen 1947 och utexaminerades från Chalmers tekniska högskola 1951. Han anställdes hos Carl och Hans Åkerblad i Stockholm 1951, hos Per-Axel Ekholm och Sidney White i Göteborg 1952, på stadsplanekontoret i Göteborg 1955 samt var delägare i Bengt Forser och Stig Lindgren Arkitektkontor AB från 1962 (styrelseordförande 1962–1963), ett bolag som sedermera, efter Gösta Celanders inträde, ombildades till Arkitektgruppen CFL.